# Norberto Gonzalo
Norberto Gonzalo (Quilmes, Buenos Aires; 3 de febrero de 1949) es un exbailarín y cantante folclórico y de tango, actor de cine, teatro y televisión, y director teatral argentino. En la televisión es conocido por sus papeles de vilanos en series y ficciones como Se dice amor, Mujeres asesinas y Mujeres de nadie.

## Carrera
Se crio en una familia de artista, ya que su madre se dedicaba al folclore. Fue ella quien lo llevó a “El rodeo” –círculo tradicionalista de Bernal– donde se formó como bailarín folklórico y, cuando egresó, comenzó a dar clases de danza. A finales de los años sesenta o principios de los setenta formaron un grupo llamado Los duendes del bombo y viajaron por el mundo haciendo un show for export. Luego se puso a estudiar teatro. Estudió en la Escuela de Artes Visuales.
Gonzalo se inició profesionalmente como actor de reparto en el teatro a comienzos de la década de 1970. Integró durante años el elenco de la Comedia Nacional, participando en el Teatro Nacional Cervantes en obras como Hamlet junto a Rodolfo Bebán, Edipo Rey, Romeo y Julieta, Martín Fierro, Las de Barranco con Eva Franco, y Así es la Vida.
También participó en las primeras convocatorias de teatro Abierto en los teatros del Picadero y Tabarís; y durante sucesivas temporadas protagonizó Orquesta de Señoritas. En el 2022 lleva al escenario la obra Stefano junto con Pablo Mariuzzi, Elena Petraglia, Paloma Santos, Lucas Soriano y María Nydia Ursi-Ducó.
Como director debuta estrenando en el Teatro Nacional Cervantes, su propia versión para niños de "El Médico a Palos", de Moliere, cuya producción también le pertenece.
En televisión es dueño de una amplia trayectoria de más de cuatro décadas de labor en producciones como  Las 24 horas, Pelito, Mi nombre es Coraje, Ficciones, Cien días de Ana, Las comedias de Darío Vittori, Poliladron, Culpables, Campeones de la vida, Resistiré, Abre tus ojos, Se dice amor, Mujeres de nadie y Mujeres asesinas, entre muchas otras.
En cine trabajó en la película de 2017, Aterrados con dirección de Demián Rugna y con los protagónicos de Maximiliano Ghione y Elvira Onetto.
En 2001 abrió su propia sala de teatro "La Mascara", en homenaje al movimiento del teatro independiente. A su vez tuvo una activa participación en la Asociación Argentina de Actores ya que fue Secretario General de ese gremio durante dos mandatos y formó parte de la creación de la Sociedad Argentina de Gestión de Actores Independientes (SAGAI), proyecto presentado durante la gestión del presidente Néstor Kirchner y promulgado por Cristina Fernández de Kirchner.
En diciembre de 2024 la Legislatura de la Ciudad Autónoma de Buenos Aires lo distinguió Personalidad Destacada de la Ciudad Autónoma de Buenos Aires en el ámbito de la cultura.

## Vida privada
Está casado con la actriz Ana María Vinuesa con quien tuvo al también actor Patricio Gonzalo, con quien se dio el lujo de compartir escenario y quien le dio una nieta llamada Malena. Actualmente vive con su esposa en el barrio San Telmo, en Brasil y Paseo Colón, frente al parque Lezama. 

## Filmografía

### Cine
- 2017: Aterrados como Mario Jano

### Televisión
- 2015/2016: El asesor como Adrián Guevara
- 2011: Diálogos fundamentales del Bicentenario (documental para televisión)
- 2008: Mujeres de nadie como Escalada (villano)
- 2007: Mujeres asesinas, episodio Sonia, desalmada
- 2007: Romeo y Julieta como Edmundo Panetti
- 2005: Se dice amor como Antonio (villano secundario)
- 2005: Amarte así, Frijolito como Mago
- 2004: La niñera (serie de televisión argentina) como Paciente en el Consultorio
- 2003: Resistiré como Ferrero
- 2003: Los simuladores
- 2003: Abre tus ojos
- 2001: Culpables como Pergañeda
- 1999/2000: Campeones de la vida como Dr. Morales
- 1999: Vulnerables
- 1997/1998: R.R.D.T. como Eduardo
- 1996: Poliladron
- 1995: La hermana mayor
- 1994/1995: Sin condena
- 1992: El precio del poder
- 1992: Amigos son los amigos
- 1991/1992: El árbol azul como Ramón Tacone
- 1989: Las comedias de Darío Vittori como Fabián
- 1987/1988: Mi nombre es Coraje
- 1987: Vínculos
- 1987: Sin marido como Héctor
- 1984/1988: Buscavidas
- 1982/1985: Pelito como Sergio
- 1983: Compromiso
- 1982/1990: Teatro como en el teatro
- 1982: Los cien días de Ana
- 1982: Las 24 horas como Daniel
- 1981: Comedias para vivir
- 1980: Los especiales de ATC

## Teatro

### Como actor
- Hamlet
- Edipo Rey
- Stefano
- Romeo y Julieta
- Martín Fierro
- Las de Barranco
- Así es la Vida
- Orquesta de señoritas
- Blancos Oficios
- Qué supimos conseguir
- Blancos oficios
- La novia de los forasteros
- Qué supimos conseguir
- Maria estuardo
- Tartufo
- He visto a Dios
- Lo que mata es la humedad
- Los hermanos queridos
- El viejo criado
- El pescado sin vender
- El pretendido bien + Pepino
- Cuarteles de invierno

### Como director y productor
- El médico a palos
- Jardín de otoño
- Blancos oficios
- El silencio es salud
- Desfile de Extrañas Figuras
- Amor Canalla
- Gorostiza x 2
- Allende, la muerte de un Presidente
- El pescado sin vender
- Vos te crees que es fácil ser Sofía Bozán?
- Orquesta de señoritas
- Conversación en la casa Stein sobre el ausente Sr. Von Goethe
- La palabra del señor
- Aventura